# Heiko Kosel

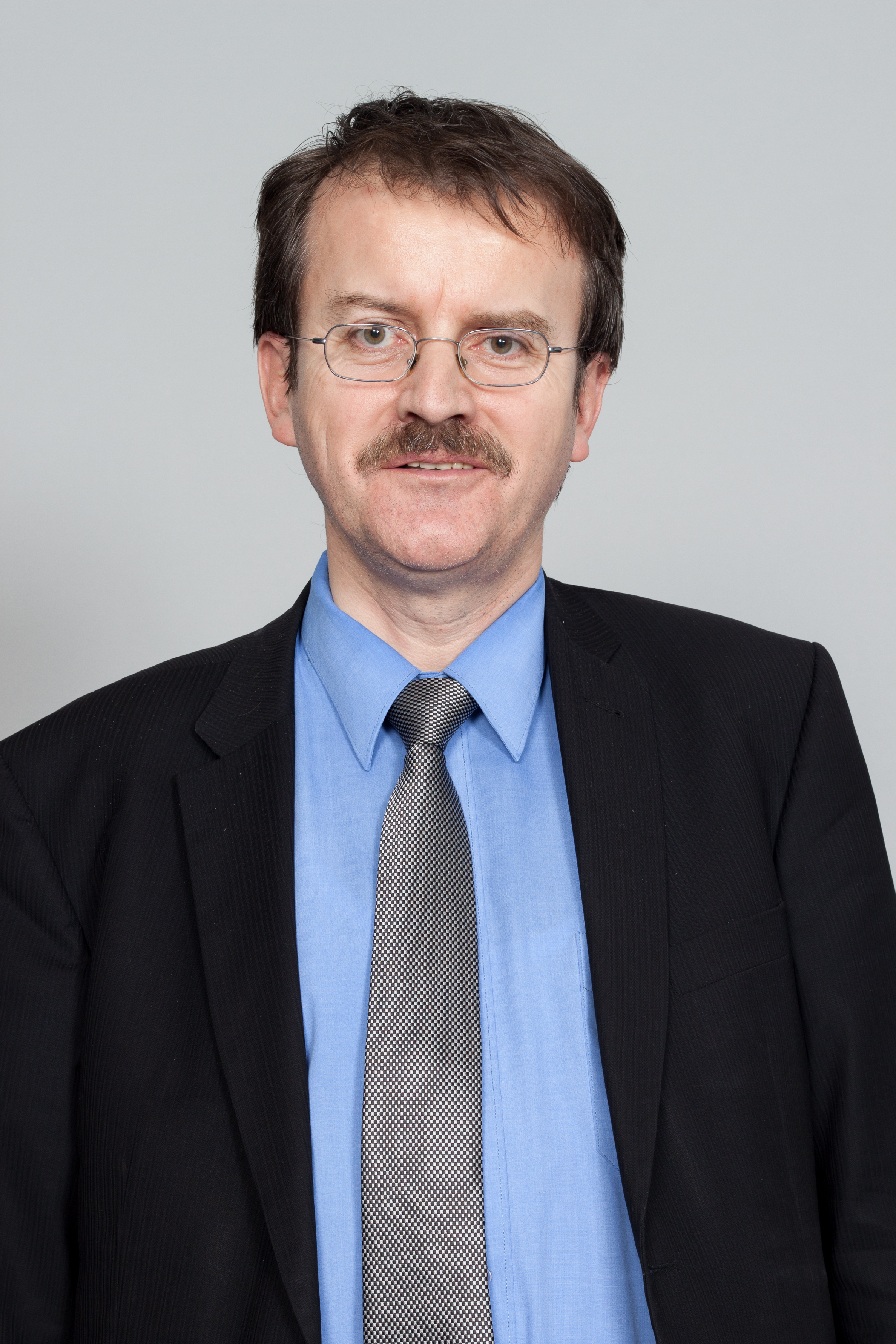
Heiko Kosel 2013

Heiko Kosel (sorb. Hajko Kozel; * 13. August 1966 in Bautzen) ist ein deutsch-sorbischer Politiker (Die Linke), ehemaliger Abgeordneter des Sächsischen Landtags und Mitglied des sorbischen Parlaments Serbski Sejm.

## Leben und Beruf
Heiko Kosel ist der Sohn des Bautzener deutsch-sorbischen Journalisten sowie Politikers (SED, PDS) Sieghard Kosel. Bereits sein Vater war Mitglied des Sächsischen Landtages. Sieghard Kosel musste 1999 allerdings sein Mandat wieder abgeben, nachdem 1998 bekannt wurde, dass er 18 Jahre lang Inoffizieller Mitarbeiter des Ministeriums für Staatssicherheit (MfS) war.
Heiko Kosel studierte nach seinem Abitur an der Sorbischen Erweiterten Oberschule (heutiges Sorbisches Gymnasium) Geschichte und Rechtswissenschaft. Während seines Studiums war er von 1990 bis 1995 Vorsitzender des Vereins „Pawoł Nedo“ (Sorbischer Studentenverein). Er ist seit 1999 in Deutschland als Anwalt zugelassen, 2000 legte er zudem die Zulassungsprüfung zur tschechischen Advokatur ab. Seit 2001 ist er Mitglied der Deutsch-Polnischen Juristenvereinigung.
Im sorbischen Dachverband Domowina war er einige Jahre Vorsitzender der Bundesschiedskommission, außerdem war er Mitglied des Stiftungsrates der Stiftung für das sorbische Volk.

## Politik
Kosel trat 1985 in die SED ein und wechselte nach der Wiedervereinigung in die PDS. Innerhalb seiner Partei ist er seit 2003 Co-Sprecher der Bundesarbeitsgemeinschaft „Ethnische Minderheiten“ beim Parteivorstand der Linksfraktion.PDS. und seit 2005 Mitglied des Landesvorstands und dort Beauftragter für Minderheitenpolitik sowie grenzüberschreitende und internationale Zusammenarbeit. Zudem gehört er seit 2008 dem Kreisvorstand von Bautzen an. Zudem war er Vorsitzender der Gemeinsamen Kommission linker Parlamentsfraktionen in der Bundesrepublik Deutschland, der Tschechischen Republik und der Republik Polen. Er wurde im November 2013 zum ehrenamtlichen Berater für grenzüberschreitende Zusammenarbeit durch den Landeshauptmann der Region Ústí nad Labem berufen.
Er war seit der dritten Wahlperiode (Oktober 1999) Mitglied des Sächsischen Landtags und dabei stets über die Landesliste in den Landtag eingezogen. Dort war er für seine Fraktion  Sprecher für Europa- und Minderheitenpolitik und im Parlament stellvertretender Vorsitzender im Ausschuss für Geschäftsordnung und Immunitätsangelegenheiten sowie Mitglied im Verfassungs-, Rechts- und Europaausschuss. Bei der Landtagswahl 2014 verpasste er auf Listenplatz 28 knapp den Wiedereinzug in den Landtag, rückte jedoch im November 2015 für Annekatrin Klepsch nach, die das Amt der Dresdner Kulturbürgermeisterin übernahm. Zuvor hatte auch noch Heike Werner als Nachrückerin auf den Einzug in den Sächsischen Landtag verzichtet, weil sie bereits zur Ministerin für Arbeit, Soziales, Gesundheit, Frauen und Familie des Freistaates Thüringen im Kabinett von Ministerpräsident Bodo Ramelow ernannt worden war.
Heiko Kosel wurde im Herbst 2018 in den Serbski Sejm gewählt, eine gewählte sorbische Versammlung, welche sich am 17. November 2018 im Sorbischen Kulturzentrum Schleife/Slepo konstituierte.